# Cresta (geometría diferencial)

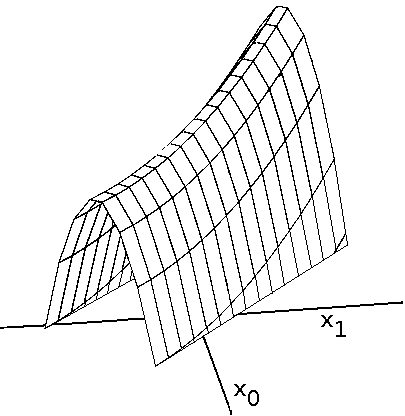
Ejemplo de una cresta

En geometría diferencial, se dice que una superficie suave en tres dimensiones tiene una cresta cuando alguna de sus líneas de curvatura presenta en sus puntos valores máximos o mínimos locales de las curvaturas principales. A su vez, cada cresta está formada por un conjunto de puntos de la superficie, denominados puntos de cresta.

## Tipos
Las crestas de una superficie determinada se dividen en dos familias, normalmente denominadas a efectos de su representación como rojas y azules, dependiendo de cuál de las dos curvaturas principales presenta un valor extremo.
En un punto umbilical, el color de una cresta cambiará de rojo a azul. Hay dos casos principales: uno tiene tres líneas de cresta que atraviesan el punto umbilical y el otro tiene una línea que lo atraviesa.
Las líneas de cresta corresponden a aristas cuspidales en una superficie focal.